# Ås distrikt, Halland
Ås distrikt är ett distrikt i Varbergs kommun och Hallands län. 
Distriktet ligger vid kusten, norr om Varberg. 

## Tidigare administrativ tillhörighet
Distriktet inrättades 2016 och utgörs av socknen Ås i Varbergs kommun.
Området motsvarar den omfattning Ås församling hade vid årsskiftet 1999/2000.